# Corvus torquatus
El cuervo acollardo (Corvus torquatus) es una especie de ave paseriforme de la familia Corvidae nativa de Asia Oriental. Se encuentra en China, Taiwán y el norte de Vietnam.

## Descripción
Mide unos 52 a 55 cm de largo. Sus alas cola y pico son algo mayores que las del Corvus corone. Es un ave esbelta y elegante, posee un plumaje negro lustroso excepto en la parte posterior del cuello, parte superior de la espalda y una ancha banda alrededor de la parte baja del pecho que son blancos. Su pico y patas son negros.
A veces vuela con sus patas colgando en un estilo despreocupado y "perezoso".

## Distribución y ecología
Habita en China, se la encuera en grandes zonas del país aunque en latitudes no superiores a Pekín. Se la observa en planicies y valles de ríos de planicie en terreno abierto y regiones cultivadas y es común observarla en arrozales. Tiende a evitar las grandes ciudades, siendo una especie predominantemente rural.
Se procura alimentos a nivel del suelo, donde captura insectos, moluscos y otros invertebrados (aun en aguas poco profundas), granos, especialmente arroz y también busca entre la basura. Parece que consume menos carroña que otras especies, pero si la oportunidad se presenta lo hará, y también consumirá huevos y pichones.
Construye su nido por lo general en un árbol y lo recubre con barro. Su puesta es de 3 a 4 huevos.
Anteriormente el UICN la consideraba una especie bajo preocupación menor. Pero nuevos estudios han concluido que es una especie más rara que lo que se había pensado. Por lo tanto en el 2008 fue clasificada como una especie casi amenazada.